# 西野幌
西野幌（にしのっぽろ）とは、北海道江別市の大字。郵便番号は069-0832。人口は203人、世帯数は113世帯（2023年12月1日現在）。丁目の設定のない単独町名である。住居表示は全域で未実施。

## 地理
西野幌は字内のほとんどを野幌森林公園及び野幌総合運動公園が占めており、面積は江別市内の町・字の中で美原に次いで第二位である。

## 歴史

### 年表
- 1968年（昭和43年）
  - 8月1日 - 「字西野幌」が「西野幌」に町名地番変更[5]。

### 町名の変遷
町名の変遷は以下の通りである。
| 実施後 | 実施年月日   | 実施前（各町名ともその一部） |
| ------ | ------------ | ---------------------------- |
| 西野幌 | 1968年8月1日 | 字西野幌                     |

## 世帯数と人口
2023年（令和5年）12月1日現在の世帯数と人口は以下の通りである。
| 町丁   | 世帯    | 人口  |
| ------ | ------- | ----- |
| 西野幌 | 113世帯 | 203人 |
| 計     | 113世帯 | 203人 |

### 人口の変遷
国勢調査による人口の推移。
| 1995年（平成7年）  | 289人 | [ 6 ]  |  |
| 2000年（平成12年） | 277人 | [ 7 ]  |  |
| 2005年（平成17年） | 254人 | [ 8 ]  |  |
| 2010年（平成22年） | 370人 | [ 9 ]  |  |
| 2015年（平成27年） | 353人 | [ 10 ] |  |
| 2020年（令和2年）  | 369人 | [ 11 ] |  |

### 世帯数の変遷
国勢調査による世帯数の推移。
| 1995年（平成7年）  | 72世帯 | [ 6 ]  |  |
| 2000年（平成12年） | 76世帯 | [ 7 ]  |  |
| 2005年（平成17年） | 79世帯 | [ 8 ]  |  |
| 2010年（平成22年） | 86世帯 | [ 9 ]  |  |
| 2015年（平成27年） | 84世帯 | [ 10 ] |  |
| 2020年（令和2年）  | 76世帯 | [ 11 ] |  |

## 小・中学校の通学区
小・中学校の通学区は以下の通り。
| 町丁   | 字・番地 | 小学校         | 中学校     |
| ------ | --- | -------------- | ---------- |
| 西野幌 | 685番地 | 文京台小学校   | 大麻中学校 |
| 西野幌 | 21番地、24番地-25番地、35番地-36番地、44番地-46番地、54番地-57番地、59番地、64番地、 68番地-69番地、83番地-84番地、87番地-88番地、92番地-96番地、99番地、548番地-550番地 | 野幌若葉小学校 | 野幌中学校 |
| 西野幌 | 野幌若葉小学校、文京台小学校の通学区域を除く全域 | 野幌小学校     | 野幌中学校 |

## 施設

### 公共
- 道立自然公園野幌森林公園（西野幌685-1[13]）[14][15]
  - 埋蔵文化財センター
  - 自然ふれあい交流館
- 北海道立野幌総合運動公園（西野幌481[16]）[17]
  - 硬式野球場
  - 軟式野球場
  - 総合体育館
  - テニスコート
  - ラグビー場
  - ホッケー場（人工芝）
  - ホッケー場（天然芝）
  - 陸上競技場
- 江別市セラミックアートセンター（西野幌114-5）[18]
- 北海道情報大学（西野幌59-2）[19]
- 立命館慶祥中学校・高等学校（西野幌640-1）[20]
- 江別市立野幌中学校（西野幌92-3）[21]
- 江別市立野幌小学校（西野幌252）[22]
- memorytree西野幌保育園（西野幌111-6）[23]
- 社会福祉法人英寿会 特別養護老人ホームえぞりすの杜（西野幌92-18）[24]
- 江別市森林キャンプ場（西野幌928）[25]
- 野幌パーキングエリア
- RTN1号公園（西野幌123-2）[26]
- RTN2号公園（西野幌136-11）[26]

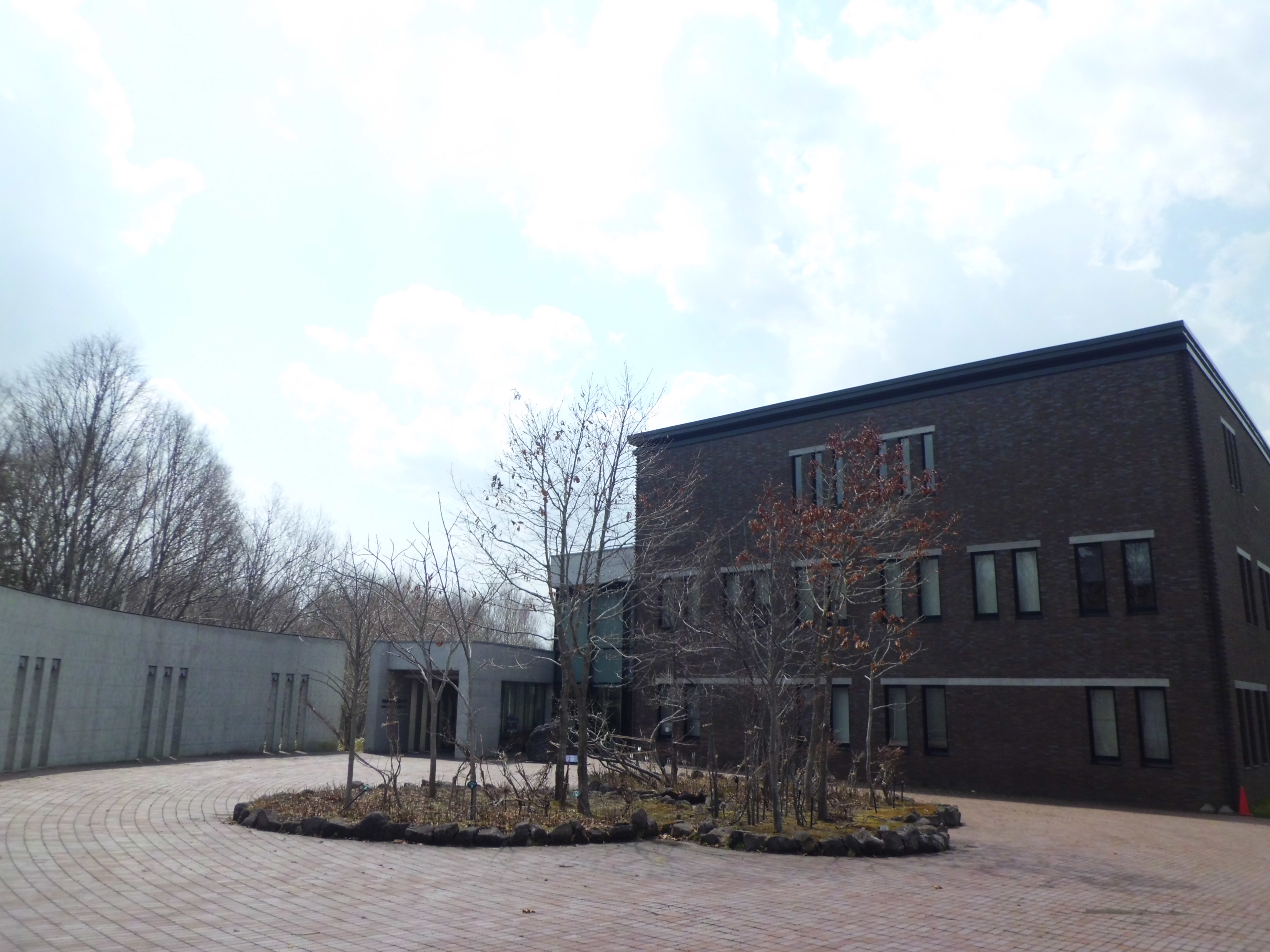
北海道埋蔵文化財センター
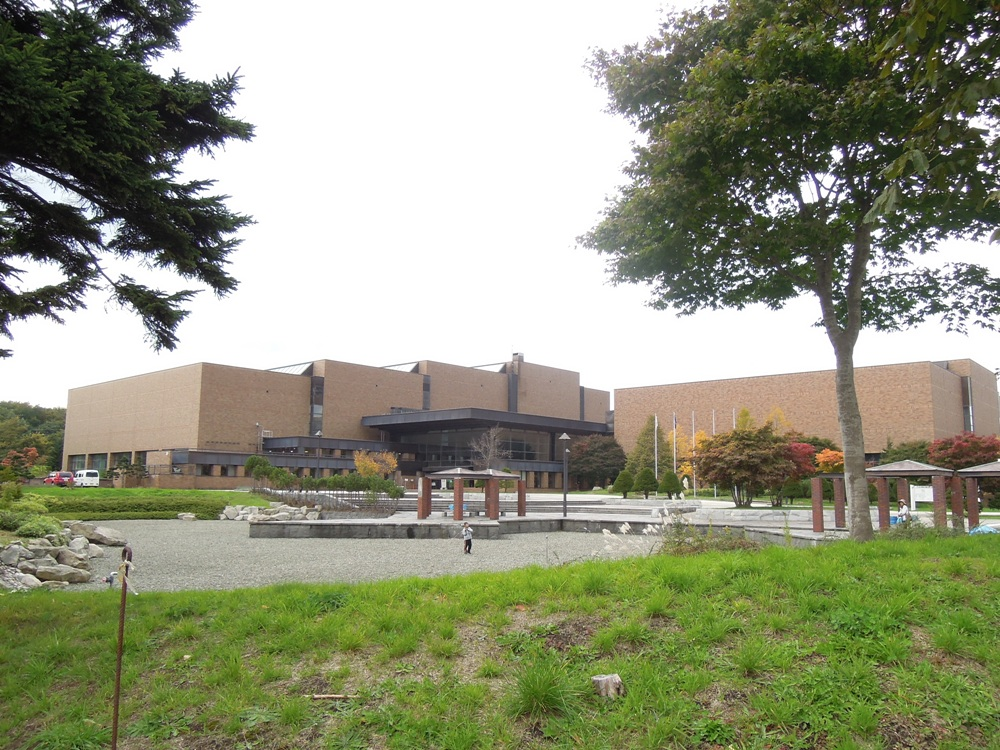
北海道立野幌総合運動公園総合体育館
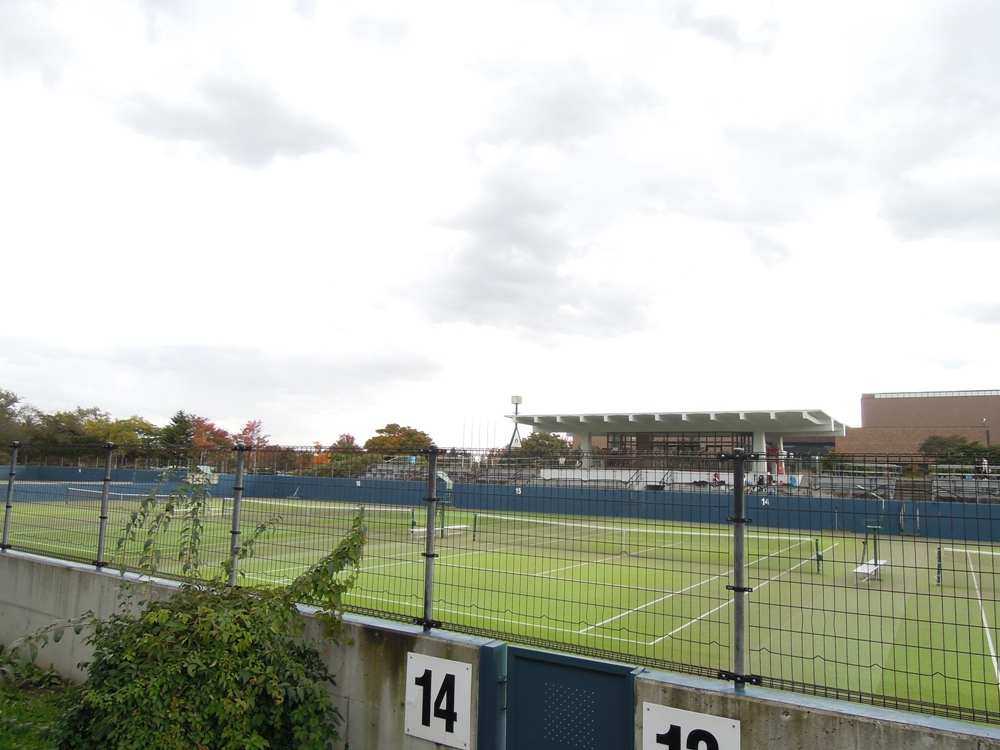
北海道立野幌総合運動公園テニスコート
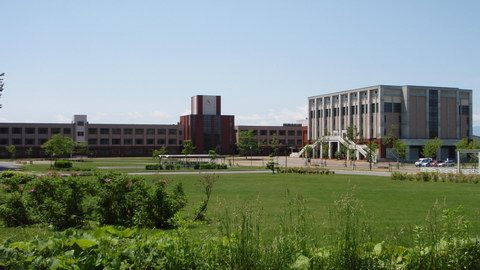
立命館慶祥中学校・高等学校
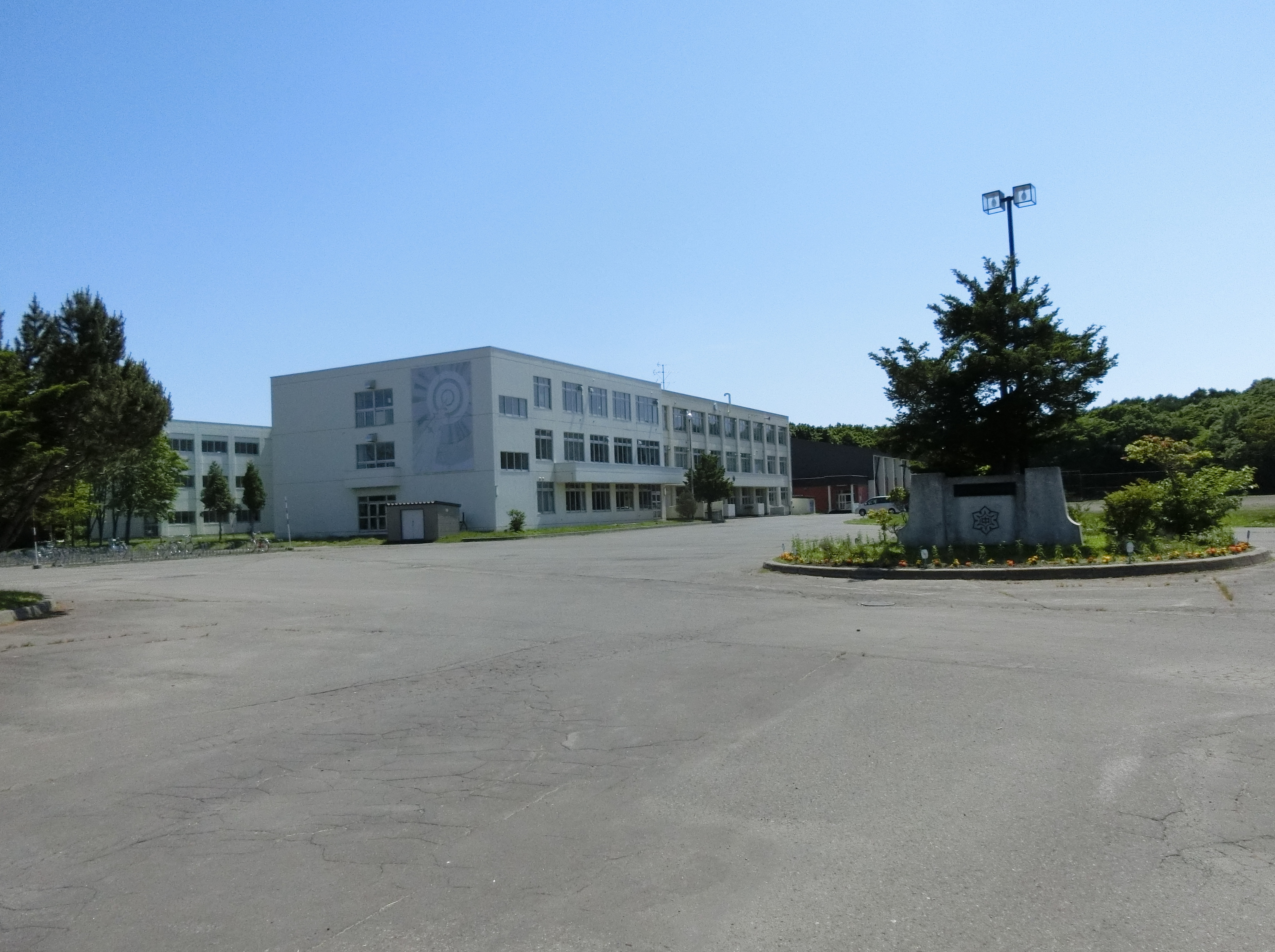
江別市立野幌中学校
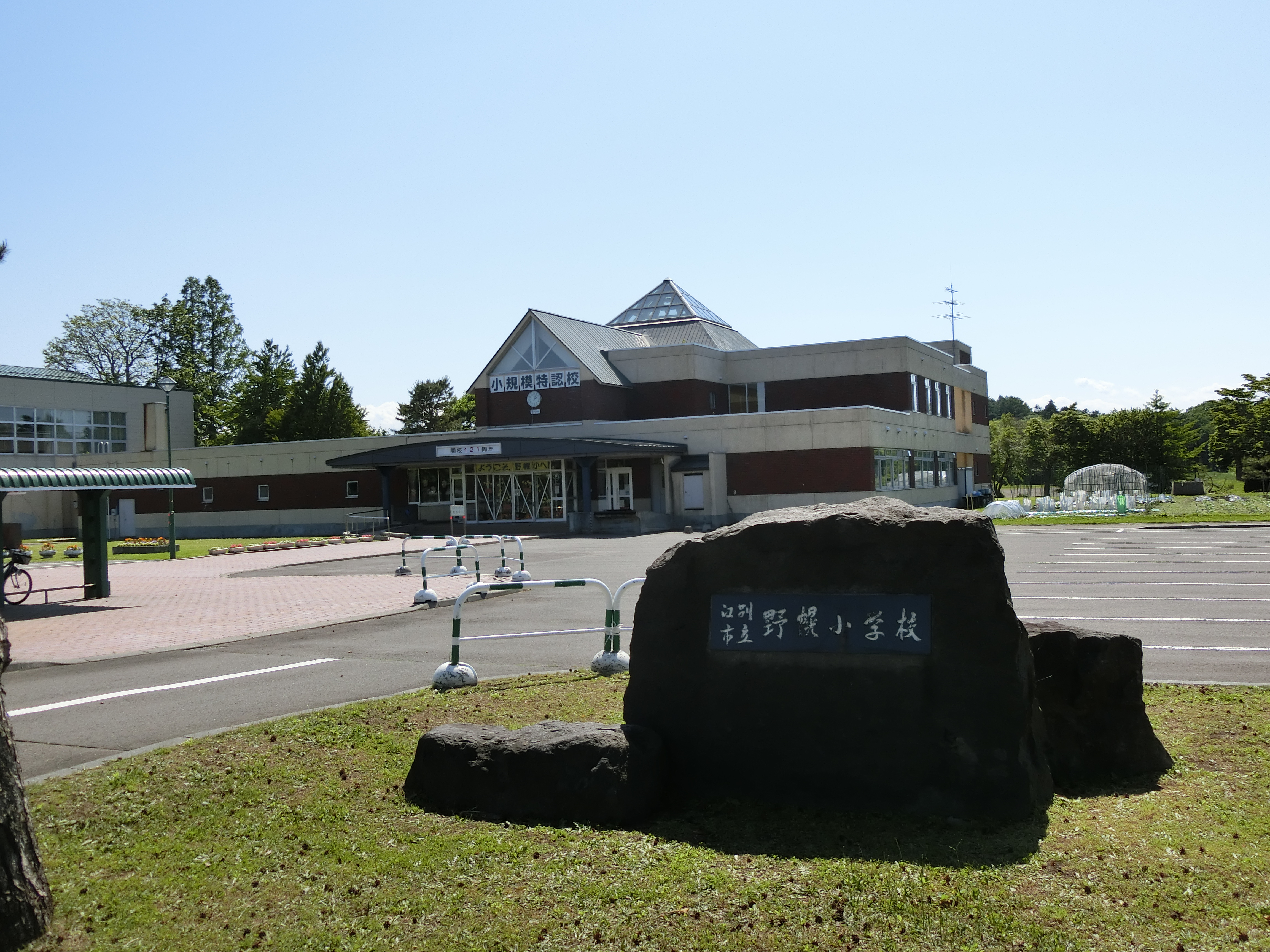
江別市立野幌小学校
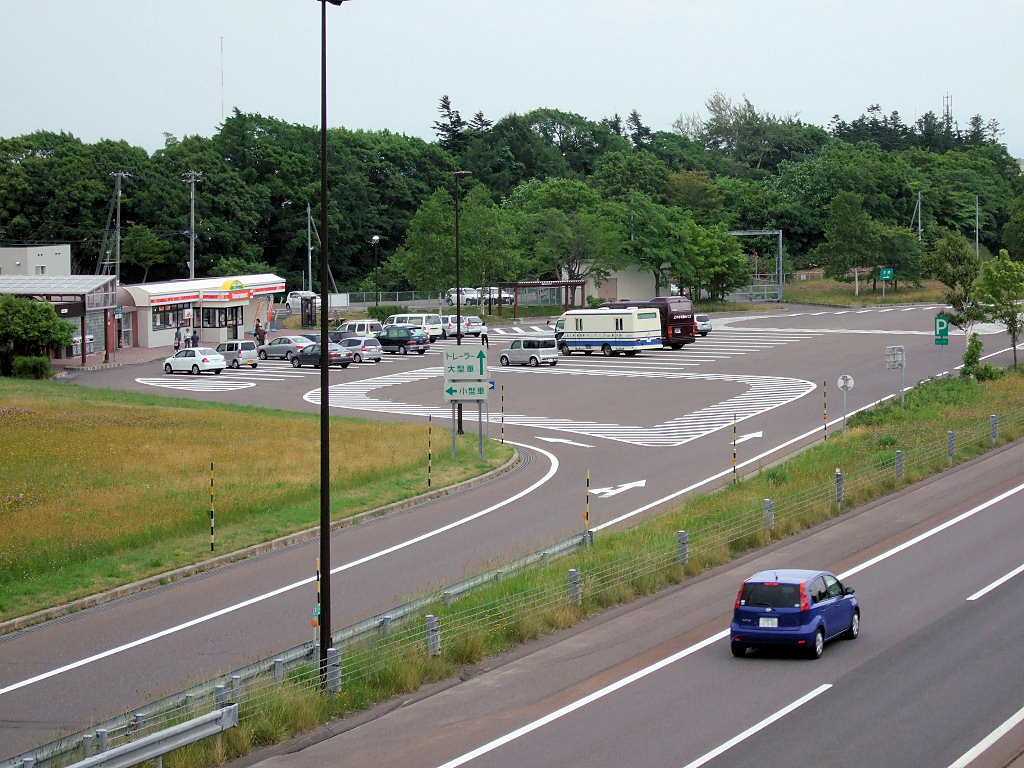
野幌パーキングエリア

### 企業・店舗
- JA直売所 のっぽろ野菜直売所（西野幌107-1）[27]
- セイコーマート 北海道情報大学（西野幌59-2）[28]
- セイコーマート 野幌PA（上り）（西野幌69-7）[29]
- セイコーマート 野幌PA（下り）（西野幌36-2）[30]

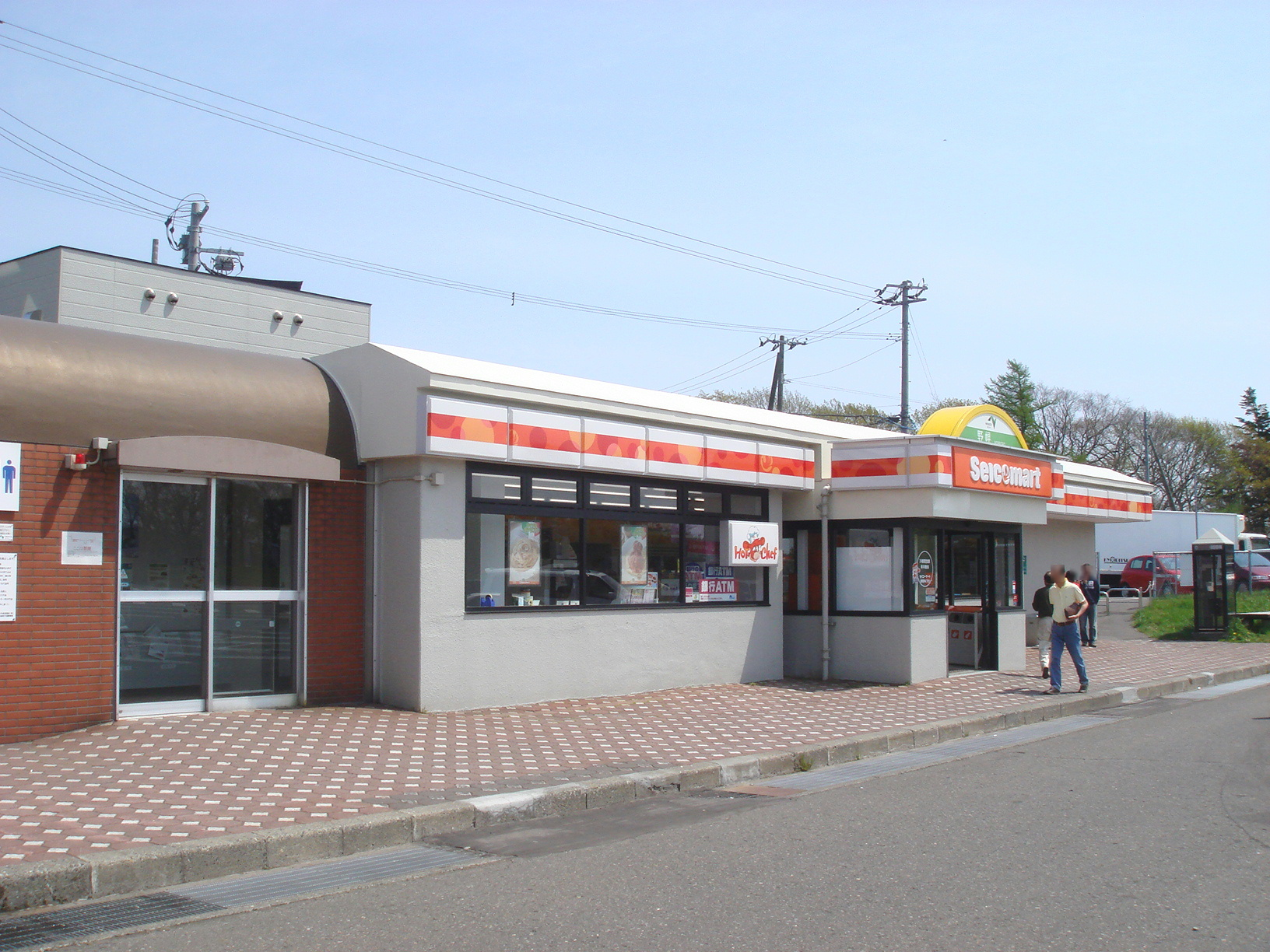
セイコーマート 野幌PA（下り）

### 工場
- コープさっぽろ 江別食品工場（西野幌120-6）[31]
- 北海道エア・ウォーター・アグリ株式会社 江別工場（西野幌120-10）[32]

### その他
- 株式会社日本デジタル研究所 札幌研究開発センター（西野幌120-5）[33]
- 北海道情報技術研究所（西野幌45）[34]
- 野幌神社（西野幌115）[35]
- 瑞雲寺（西野幌134）[36]

## 交通

### 鉄道
- 鉄道駅は町内には存在しない。

### バス
- 町内に ジェイアール北海道バスの路線がある。[37]

### 道路
- 一般国道
  - 町内に一般国道は存在しない。[38]

- 一般道道
  - 北海道道1005号野幌総合運動公園線[38]
  - 北海道道46号江別恵庭線[38]

- 都市計画道路
  - 3・2・334 野幌総合運動公園線[38][39]
  - 3・3・309 江別恵庭線[38][39]